# C/2017 U7
C/2017 U7 là một sao chổi hyperbol (được phân loại trước đó như A/2017 U7, một tiểu hành tinh hyperbol), lần đầu tiên quan sát được ngày 29 Tháng 10 năm 2017 bởi các nhà thiên văn của Pan-STARRS sở tại Đài thiên văn Haleakala, Hawaii, Hoa Kỳ khi đối tượng cách Mặt trời 7.8 AU. Mặc dù được phát hiện chỉ 10 ngày sau tiểu hành tinh liên sao 1I/'Oumuamua, nó không được công bố cho đến tháng 3 năm 2018 (cùng với C/2018 C2 (Lemmon), được cho là một tiểu hành tinh hyperbol khác vào thời điểm đó) hyperbolic vượt ra ngoài hầu hết các sao chổi đám mây Oort. Dựa trên cường độ tuyệt đối 10,6, nó có thể có đường kính hàng chục km. Tính đến tháng 8 năm 2018, chỉ có 1 tiểu hành tinh hyperbol được biết đến, ʻOumuamua, nhưng hàng trăm sao chổi hyperbol đã được biết đến.

## Quỹ đạo
Mặc dù quỹ đạo của C / 2017 U7 không còn bị ràng buộc với Hệ Mặt Trời, không giống như ʻOumuamua, nó có lẽ không phải là một vật thể liên sao. Nó có chu kỳ quỹ đạo trong khoảng 800000 năm. Điểm xuất phát của nó chỉ nghiêng 3,5 độ so với mặt phẳng thiên hà, nhưng aphelion của nó chỉ gần với trung tâm thiên hà, vì vậy nếu nó bắt nguồn từ không gian giữa các vì sao với vận tốc Mặt trời điển hình (rất khó xảy ra) thì nó sẽ di chuyển trên một quỹ đạo bất thường trực tiếp vào lõi thiên hà từ ngoài quỹ đạo của Mặt trời quanh Dải Ngân hà.